# 周慧敏
周慧敏（英語： Vivian Chow；1967年11月10日—），香港女歌手、演員、音樂製作人、主持人及作家。1980年代末入行，1990年代紅遍澳、港、台、陸、新加坡、馬來西亞、亞洲外國等地區，更到過日本發展，有「玉女掌門人」美譽。

## 背景

### 早年生活
周慧敏原籍廣東中山，是家中獨女，父親在她出生前因心臟病離世，由母親和祖母養大。她於香港島西環高街的住宅成長，小學就讀於聖士提反堂小學（小一至小三）、救恩書院（小四至小六畢業），中學就讀於聖士提反堂中學。中五畢業後因疲勞過度而患上肺結核，花了半年才病癒。後於昔日位於灣仔的聖迦利亞書院完成一年制的香港高等程度會考預科課程。
1985年，周慧敏參加無綫電視及華星唱片合辦的第四屆新秀歌唱大賽，以日語版《最愛》參賽（後來也改編為廣東話版本），當時冠軍為杜德偉。她隨即獲時任德寶電影公司高層的俞琤賞識邀請參與電影演出。當俞琤知道周慧敏有意於歌壇發展後，繼而推薦她到寶麗金唱片及百代唱片試音。雖然兩家公司都有興趣與周慧敏簽約，但卻遭到母親反對而繼續升學完成預科課程。同時，TVB無綫電視音樂組的導演邀請她擔任許冠傑的《日本娃娃》MTV女主角，但也因為周母的反對未能成事。於1986年在電台監制鄧藹霖和倪秉郎的鼓勵下，參加由香港電台主辦的業餘唱片騎師大賽，並獲得亞軍，隨即接受訓練，於1987年6月课余兼职身份正式加入香港電台唱片騎師行列，以廣播工作開展其演藝事業。當年同期受訓的同學計有梁兆輝、陳漢詩、李克勤、阮兆祥等等。

## 音樂事業

### 出道初期：1985年-1990年
周慧敏入職香港電台的數年間，主持過不少節目，其中以於《青春交響曲》時段和黃凱芹合作的節目《二人世界》大受聽聚歡迎。。1988年簽約藝視唱片，同年獲無綫電視邀請擔任勁歌金曲主持，亦演出首部電影《三人世界》，並以此片獲提名香港電影金像獎最有前途新人獎。1988年11月加盟藝視唱片，推出首張個人EP唱片《Vivian Chow》，獲得白金唱片成績，當中有其首支主打歌曲《台下女主角》。1989年，獲得香港電台十大中文金曲最有前途新人獎優異獎，並與現任丈夫倪震一起主持香港電台電視部年青人時事節目《摩登時代》。
1990年，以部頭形式首次演出電視劇《烏金血劍》，成歌影視播多棲藝人。同年4月推出首張《Vivian》及12月第二張正規專輯《情迷》。其中《VIVIAN》超過白金,《情迷》銷量達到雙白金。

### 走紅時期：1991年-1992年
1991年，藝視唱片結業，周慧敏被唱片公司老闆安排轉投寶麗金唱片。同年推出歌曲《天荒愛未老》時，聽從鄭丹瑞的建議，放棄唱片騎師的職務，專注樂壇事業。10月推出首張大碟 A long and lasting love。
1992年，周慧敏獲選為商業電台十大健康形象藝人，同年5月被香港電台封為“四大女天王”之一（另三位是葉倩文、林憶蓮、陳慧嫻）。1992同年6月推出粵語專輯《Endless Dream》，反應熱烈，销量突破双白金。該專輯邀請巨星張國榮為主打歌《如果你知我苦衷》作曲，成為她的另一首熱播代表作品，第二主打《愛你多過愛他》也有不俗反應。此時，周慧敏被香港傳媒封為「玉女」歌手，代表著她的美麗外表與純情氣質歌手形象。周慧敏在香港為寶麗金唱片旗下歌手，但亦同時加盟台灣福茂唱片，11月6日在台灣推出首張國語專輯《流言》總銷量衝破35萬張，在《知音排行榜》上连续四周夺冠，主打歌《流言》一曲令台灣樂迷驚為天人，成功開拓台灣國語市場，成为继林忆莲后又一位称雄台湾的香港女歌星。

### 巔峰時期：1993年-1995年
1993年1月7日，周慧敏推出粵語專輯《冬日浪漫》，销量突破20万，主打歌《自作多情》及《孤單的心痛》皆大受歡迎，台灣版以《浪漫》為名發行，打破台湾粤语专辑销量纪录，首張廣東碟打入唱片銷售榜十大位置。《自作多情》开创粤语作品登上“金曲龙虎榜国语歌榜单”的先河。同時她以電視劇《大時代》而獲壹電視大獎選為「最受歡迎藝人第三位（女藝人第一位）」，並屢次被香港音樂雜誌選為最受歡迎女歌手。1993年5月7日在台灣推出第二張國語專輯《盡在不言中》，取得六白金佳績，更被台灣媒體選為最受歡迎香港藝人第一位。同年9月9日，推出粵語專輯《最愛》，销售火爆，一度断貨，最终獲得三白金佳績，當中的主打歌《最愛》、《自動自覺》流行一時，周慧敏於同月奪得其歌唱生涯中的首個女歌手獎項，香港新城電台頒發的「新城勁爆女歌手銅獎」。同年12月，接連推出一張粵語《新曲+精選》專輯以及國語專輯《心事重重》，分别收获双白金与五白金佳绩。
1993年是周慧敏獲得個人榮譽最多的一年，先獲得日本NHK「最受歡迎外國女歌手」獎，再於9月獲得香港「新城勁爆女歌手銅獎」、也是她首次奪得女歌手獎項；翌年1月，又憑《流言》一曲奪得香港TVB1993年度十大勁歌金曲頒獎典禮的「最受歡迎合唱歌曲－銅獎」(與林隆璇合唱)，更首度成為香港十大勁歌金曲「最受歡迎女歌星」票選最後五強之一（公佈為第三位）。根據1994年1月明報周刊新聞報道，周慧敏1993年全東南亞唱片總銷量超140萬張。
1994年4月25日，發行首張日本版專輯《純愛傳說》，正式登陸日本樂壇，同年年尾推出《Greatest Hits》进军韩国，同時粵語唱片與國語唱片銷量衝破二十白金，為個人歌唱事業一大突破。4月30日推出的粵語專輯《成長》，兩度登上香港ifpi唱片銷量榜冠軍位置，7月10日推出國語專輯《離開憂鬱的習慣》，11月3日推出粵語專輯《紅葉落索的時候……》，12月推出首張國粵語合唱新曲+精選專輯《知己知彼》。演唱方面，6月，首次在台灣的台中台北高雄舉行共三場《周慧敏最愛‧94演唱會》,首個個人售票演唱會。10月，首次登上香港紅磡體育館舉行四場(10月7-8, 14-15)《周慧敏94美的化身演唱會》，又被日本傳媒選為最受歡迎香港女歌手。年底，獲得無綫電視十大勁歌金曲頒發「94新一代傑出表現獎女歌手銀獎」及再度成為「最受歡迎女歌星」票選最後五強之一，人氣持續高企。
1995年，與王菲、林憶蓮被日本樂評人選為亞洲十大女歌手之一，亦被中國選為最受歡迎十大女演員（中國電影公司官方）。5月15日推出粵語專輯《多一點愛戀》。 同年6月25日，在日本推出其首張日文Single 《失眠之夜》，同時安排日本當紅歌手吉田榮作合唱日文歌《今を抱きしめて》（中譯作《如今想擁抱》），該曲收錄在她7月18日推出的國語專輯《處處留情》中。11月，周慧敏為無綫電視拍攝及擔任第一女主角的電視劇《刀馬旦》播出，由她主唱的主題曲《紅顏知己》亦收錄於12月8日推出的《情迷心竅》粵語新曲精選專輯。年底又再成為香港十大勁歌金曲「最受歡迎女歌星」票選最後四強之一。

### 平穩時期：1996年-1997年
1996年6月19日，推出粵語專輯《熱·敏》，同年10月，發行《時間》，為至今為止最後一張國語專輯。12月推出首張國語精選輯《周慧敏的敏感地帶》。是次放在外地宣傳時間較多。
1997年，加盟日本Taurus Records，於2月26日推出第二張日文Single《逢いにゆきたいの》，亦是她本人至今最後一張日文歌曲作品。該年度她在香港沒有太多曝光或商演。11月，她於大西洋城舉行演唱會時，在沒有預告之下，突然宣佈不再公開演唱，亦不再接任何工作，淡出樂壇。寶麗金於97年底12月為她推出一張新曲+精選《回憶從今天開始》，收錄了2月於日本最新發表的日文歌《逢いにゆきたいの》及其廣東版新歌《男女之間》以及15首金曲作為她音樂成就上的總結。1998年3月1日，日本Taurus Records推出最後一張日本專輯《あの日から始まった》，這是97年12月在香港推出的《回憶從今天開始》新曲+精選輯之日本版，日版另加收錄《自動自覺》及《真愛在明天》等共18首歌曲, 作為告別94開始正式登陸日本樂壇之記念作品。

### 淡出香港演藝圈：1997年-2003年
1997年後，周慧敏淡出演藝圈(同年羅嘉良、古天樂、張家輝已步入演藝高峰時期)，並離開香港隨男友倪震旅居温哥華，只偶爾參與間中出席的公眾場合。周慧敏後醉心於繪畫、寫作及美式桌球。其中畫作《新疆老翁》、《望過去看將來》等作品均有獲獎。
2003年，周慧敏因香港爆發SARS，未能如期飛溫哥華，最終男友倪震決定帶同他們的愛貓亞豹由溫哥華返回香港定居。周慧敏2014年在無綫節目《女皇的盛宴》中的透露，1997年因為歌、影、視和經紀人合約相繼約滿，加上自己覺得是時候需要停下來，重整心態，好好調節生活，計劃將來，所以決定離港放長假，由做回一個普通人開始，重新認識自己，直至在2002年，周慧敏現身紅磡香港體育館觀看黃凱芹首次個人演唱會，當時已淡出樂壇數年的周慧敏在無準備情況下被全場觀衆要求下與黃凱芹合唱了一段「情末了」，令氣氛高漲，自起周慧敏開始重回演藝和樂壇的工作和生活。
2003年的香港受SARS沙士疫情之爆發影響，令她不能回加拿大定居，與男友倪震翌年商議後近年決定最後回流香港生活。

### 復出：2004年-2006年
2004年，推出首本著作《我的貓兒子周慧豹》，連續數月成為香港的熱賣讀物。同年，周慧敏被日本品牌資生堂誠邀復出，擔當Revital系列的亞洲代言人。周慧敏出席2004年TVB劲歌金曲颁奖礼担任颁奖嘉宾给刘德华颁发年度最受欢迎男歌手奖和亚太区年度最受欢迎男歌手奖，并且担任许冠杰和林子祥的演唱会嘉宾。復出後，周慧敏都是以兼職的性質參與幕前演出，常規工作就是拍廣告和出席品牌活動。其餘時間，周慧敏深度參與回饋社會的事，曾先後為香港世界宣明會、樂施會、香港愛滋病基金會、香港癌症基金會、香港保護遺棄動物協會、香港非牟利獸醫服務協會等多個慈善公益團體担任大使，以多年累積的影響力，推動社會關愛弱勢群体。
2006年5月25至27日，周慧敏於香港體育館舉行3場《Back For Love》演唱會，這是她12年來再次於紅館開個唱。演唱會以「因為愛，所以回來」為主題，並將演唱會自己的全數歌酬捐予非牟利獸醫服務協會，成立香港第一所非牟利獸醫診所，於周慧敏生日當天開幕。本身周慧敏有意為演唱會再錄新歌，因時間未能配合，最終取消錄歌念頭，周慧敏於J2節目我們的音樂時代中透露當時音樂人伍仲衡為自己創作歌曲，但經過一輪考慮後，歌曲已經賣給楊千嬅，變成現在的《原來過得很快樂》。

### 發展現況：2007年-至今
2011年3月19、20日，她於香港體育館舉行兩場《Deep V.25 周慧敏》演唱會，以慶祝入行25週年記念及推出25週年記念EP《盆栽》，其中一位嘉賓是劉青雲，也請來《大時代》演員方展博和阮梅重聚。也因為演唱會前幾天，是日本大地震和福島第一核電廠事故，所以為柏原芳惠（《最愛》日語原唱者）伴奏後，向日本獻上祝福和慰問，也把她的新專輯和古巨基設計的紀念品一起義賣，為日本賑災捐款，翌日，古巨基連同製作單位把她的機票延期，讓她再次演出，再次給周慧敏驚喜。
2013年，在經理人柯志輝先生因病離世後，周慧敏成立自家經紀公司「主意工作室有限公司V Vision Workshop Limited」，由古巨基妻子Lorraine Chan陳韻晴小姐接任經紀人一職。2014年，周慧敏首次參與拍攝台灣電影《等一個人咖啡》，8月15日香港、台灣同日上映，此片反應甚好，於台灣票房破二億，於香港也破二千萬票房 打破台湾华语片首映单日上座率和票房纪录。她除了特別演出外，還演唱了電影主題曲《咖啡在等一個人》，並收錄於福茂唱片發行的電影原聲專輯內。《咖啡在等一个人》在香港itunes榜荣登榜首，在马来西亚Onefm榜单亦蝉联冠军。而周慧敏任創作總監，由香港英皇娛樂唱片與台灣福茂唱片聯合製作了一年的首張福音專輯《HIM》，也於2014年12月18日推出，首支粵語主打《肋骨》、國語主打《依靠》。專輯亦收錄周慧敏親自參與作曲的英文歌曲《A Love Like This》，描述神的愛怎樣改變她的生命。推出福音專輯後，她開始參與不同形式的福音佈道會，傳講見證。
2017年，周慧敏擔任鄭少秋/江若琳演唱會嘉賓，同年9月25日的演唱會記招中宣佈將於 2018年 1月 26至28日假香港紅磡體育館舉行《一萬天荒愛未老周慧敏30週年演唱會》，門票於公開發售後反應熱烈，旋即售罄，並於10月公佈加開1月29日最後尾場。演唱會獲俞琤於飯局即興相助起名，並邀請林海峰為演唱會海報構思，而好友古巨基則擔當演唱會創作總監。演唱會的製作備受各方讚賞， 口碑載道。周慧敏事後表示為了打造一個極盡視聽之娛的演唱會去回饋歌迷，將全數歌酬都投資於演唱會的製作上，完成了一個她夢想的演唱會。
2024年，周慧敏參加中國芒果TV製作音樂真人騷《聲生不息·大灣區季》。

## 感情生活
周慧敏的初恋是中学同学。出道时与Raidas组合主音陈德彰拍拖，几年后因性格不合分手。之后周慧敏因香港电台电视部节目《么登时代》与名作家倪匡之子倪震邂逅而成为恋人。二人在92年分手后，周慧敏与日籍男友发展异地恋，两人于96年分手后，周慧敏与倪震復合，两人于2009年1月5日在香港注册结为夫妇，至今感情稳定。

## 音樂作品

### 個人專輯
| #  | 專輯名稱                      | 專輯類型   | 發行公司          | 發行日期       | 曲目 |
| -- | ----------------------------- | ---------- | ----------------- | -------------- | --- |
| 1  | Vivian Chow                   | EP         | 藝視唱片          | 1988年11月     | 曲目 1. 創造未來 2. 不變的心 - 周慧敏、陳德彰合唱 3. 被動者 4. 台下女主角 |
| 2  | Vivian                        | 大碟       | 藝視唱片          | 1990年4月7日   | 曲目 1. 不羈女神 2. 舊情人 3. 在這遙遠的地方 4. 不再衝動 5. 不變的謊言 6. 人間有緣 7. 星河 8. 詛咒 9. 讓我知道 10. 情感的結 11. 創造未來 (CD only) 12. 不變的心 (CD only) 13. 被動者 (CD only) 14. 台下女主角 (CD only) |
| 3  | 情迷                          | 大碟       | 藝視唱片          | 1990年12月     | 曲目 1. 情迷 2. 鋼線之舞 3. 借歪 4. 可知我想他 5. 有你明白我 6. Shut Up! 7. 留我一聲 8. 一點情狂（阮兆祥合唱） 9. 飛越瘋人院 10. 鏡上的唇印 |
| 4  | A Long & Lasting Love         | 大碟       | 寶麗金            | 1991年10月9日  | 曲目 1. 天荒愛未老 2. 真愛在明天（黎明合唱） 3. 痴戀 4. 心裡的對象 5. 野性的心 6. 等這一段情 7. 情到最後 8. 藍調怨曲 9. 誰能像我癡 10. 千個晨早 |
| 5  | Endless Dream                 | 大碟       | 寶麗金            | 1992年6月19日  | 曲目 1. 公開我的愛 2. 歲月的童話 3. 愛你多過愛他 4. 怎可以沒有感情 5. 動人黃昏 6. 擁抱吧 7. 如果你知我苦衷 8. 情本在意 9. 情歸何處 10. 風花煙雨間 |
| 6  | 周慧敏真情精選                | 精選       | 藝視唱片          | 1992年         | 曲目 1. 在這遙遠的地方 2. 舊情人 3. 台下女主角 4. 有你明白我 5. 星河 6. 借歪 7. 鋼線之舞 8. 不羈女神 9. 可知我想他 10. Shut Up! 11. 一點情狂（阮兆祥合唱） 12. 詛咒 13. 不再衝動 14. 情迷 |
| 7  | 流言 （國語專輯）             | 大碟       | 福茂唱片          | 1992年11月6日  | 曲目 1. 流言（林隆璇合唱） 2. 近情情怯 3. 從情人變成朋友 4. 失眠 5. 年月天夜 6. 交換心事 7. 疑問句 8. 跟愛情說聲再見 9. 新娘的眼淚 10. 講不出嘴（台） |
| 8  | 冬日浪漫                      | 大碟       | 寶麗金            | 1993年1月7日   | 曲目 1. 冬日浪漫 2. 聖誕夜綿綿 3. 自作多情 4. 孤單的心痛 5. 阿瑪遜何 6. 注定的結局 7. 錯 8. 忘記一個你 9. Invite Me To Dance 10. 多一點、多一變 11. 冬日浪漫（Mood Music） |
| 9  | 浪漫（冬日浪漫-台灣版）       | 大碟       | 福茂唱片          | 1993年2月24日  | 曲目 1. 浪漫 2. 夜綿綿 3. 自作多情 4. 孤單的心痛 5. 阿瑪遜河 6. 註定的結局 7. 錯 8. 忘記一個你 9. Invite Me To Dance 10. 多一點，多一遍 11. 浪漫（Mood Music） |
| 10 | 盡在不言中 （國語專輯）       | 大碟       | 福茂唱片          | 1993年5月7日   | 曲目 1. 盡在不言中 2. 感激 3. 愛你的話不必多說 4. 你是真的愛我嗎? 5. 等一次真心 6. 一顆心只能愛一回 7. 還我一個不怕黑的夜 8. 有話的心 9. 愛得剛好 10. 最怕唱起這首歌 |
| 11 | 最愛                          | 大碟       | 寶麗金            | 1993年9月9日   | 曲目 1. 自動自覺 2. 最愛 3. 付出許多的愛情 4. 別望著我離開 5. 對不起，親愛的 6. 你還記得從前嗎? 7. (為何)偷偷摸摸 8. 夢裡伊人 9. 悲哀搖擺 10. 一個人在途上 11. 留住秋色（張學友合唱） |
| 12 | 自動自覺 (EP)                 | 混音EP     | 寶麗金            | 1993年10月     | 曲目 1. 自動自覺（Erotic Mix） 2. 自作多情 3. 天荒愛未老 4. 愛你多過愛他 |
| 13 | 心事重重 （國語專輯）         | 大碟       | 福茂唱片          | 1993年12月2日  | 曲目 1. 沒有人傻得像我 2. 心事重重 3. 當我愛上一個人 4. 愛你多年 5. 愛我所愛 6. 你的愛讓我想飛 7. 平凡 8. 點一杯回憶 9. 用眼神將我淹沒 10. 收回愛情逃進回憶 |
| 14 | 新曲＋精選                    | 新曲＋精選 | 寶麗金            | 1993年12月20日 | 曲目 1. 戀曲 Sha La La 2. 痴心換情深 3. 如果你知我苦衷 4. 天荒愛未老 5. 孤單的心痛 6. 真愛在明天（黎明合唱） 7. 愛你多過愛他 8. 自動自覺（Erotic Mix） 9. 最愛（Piano Version） 10. 阿瑪遜河 11. 流言（國）（林隆璇合唱） 12. 情未了（黃凱芹合唱） 13. 自作多情 |
| 15 | 純愛傳說 （只在日本發行）     | 新曲＋精選 | 寶麗金            | 1994年4月25日  | 曲目 1. 戀曲 Sha La La 2. 痴心換情深 3. 如果你知我苦衷 4. 天荒愛未老 5. 孤單的心痛 6. 真愛在明天（黎明合唱） 7. 愛你多過愛他 8. 自動自覺（Erotic Mix） 9. 最愛（Piano Version） 10. 阿瑪遜河 11. 流言（國）（林隆璇合唱） 12. 情未了（黃凱芹合唱） 13. 自作多情 14. 你還記得從前嗎? 15. 自動自覺 |
| 16 | 成長                          | 大碟       | 寶麗金            | 1994年4月30日  | 曲目 1. 成長 2. 感情的分禮 3. 異國的下午 4. 留戀 5. 情人夢都市 6. 其實那個不是我 7. 沒愛一身輕 8. 心軟 9. 愛到最後（黎明合唱） 10. 雨天…(的來電) 11. 愛的成長 |
| 17 | This Girl Vivian (EP)         | 混音EP     | 寶麗金            | 1994年6月      | 曲目 1. 感情的分禮（Remix） 2. 付出許多的愛情 3. 註定的結局 4. 留住秋色（張學友合唱） |
| 18 | 離開憂鬱的習慣 （國語專輯）   | 大碟       | 福茂唱片          | 1994年7月10日  | 曲目 1. 離開憂鬱的習慣 2. I've Never Been To Me 3. 看海 4. 看著我的眼 5. 陪在你身邊 6. Dancing In The Night 7. 心動 8. 看不清那一個是真正的自己 9. 留些愛到明天愛我 10. OH!別說 |
| 19 | 紅葉落索的時候……              | 大碟       | 寶麗金            | 1994年11月3日  | 曲目 1. 紅葉落索的時候 2. 假裝 3. 思念的夜空 4. 平凡人的夢 5. 送給季節 6. 天使的情人 7. 你最愛是你 8. 千色派對 9. 鏡中的怨女 10. 只等這一季 |
| 20 | 假裝 (EP)                     | 混音EP     | 寶麗金            | 1994年         | 曲目 1. 假裝（Cha Cha Mix 60's Version） 2. 只等這一季 3. 離開憂鬱的習慣 4. 最愛 |
| 21 | 知己知彼 （國語專輯）         | 新曲＋精選 | 福茂唱片          | 1994年12月     | 曲目 1. 知己 - 周慧敏、邰正宵合唱 2. 走在大街的女子 - 周慧敏、陳耀川合唱 3. 愛到最後 - 周慧敏、黎明合唱 4. 情未了 - 周慧敏、黃凱芹合唱 5. 仰慕 - 周慧敏、陳立強合唱 6. 留住秋色 - 周慧敏、張學友合唱 7. 真愛在明天 - 周慧敏、黎明合唱 8. 萬千寵愛在一身 - 周慧敏、李克勤合唱 9. 流言 - 周慧敏、林隆璇合唱 |
| 22 | 多一點愛戀                    | 大碟       | 寶麗金            | 1995年5月15日  | 曲目 1. 新相識舊情人 2. 要你喜歡我 3. 花雨煙雲 4. 多一點愛戀 5. 會錯意 6. 喜歡一個 7. 留住有情人 8. 失控 9. 男人心（關淑怡合唱） 10. 情深到未來 11. 童年來探我 12. 知己(廣東版)（邰正宵合唱） |
| 23 | 要你喜歡我 (EP)               | 混音EP     | 寶麗金            | 1995年         | 曲目 1. 要你喜歡我（Remix） 2. 會錯意（Remix） 3. 思念的夜空 4. 只等這一季 |
| 24 | 眠れぬ夜 （日語細碟）         | 細碟       | 寶麗金            | 1995年6月25日  | 曲目 1. 眠れぬ夜 2. 不相信愛情（広東語） 3. 眠れぬ夜（Original Karaoke） 4. 不相信愛情（Original Karaoke） |
| 25 | 處處留情 （國語專輯）         | 大碟       | 福茂唱片          | 1995年7月18日  | 曲目 1. 深情不露 2. 處處留情 3. 沒有你的春天 4. 把心叠上你的心 5. 全部 6. 保護 7. 這是我所願 8. 承認愛 9. 離開你好難 10. 現在擁抱我(日)（吉田榮作合唱） |
| 26 | 情迷心竅                      | 新曲＋精選 | 寶麗金            | 1995年12月8日  | 曲目 1. 紅顏知己 2. 敏感夜 3. 情迷心竅 4. 失眠之夜 5. 現在擁抱我（吉田榮作合唱） 6. 要你喜歡我 7. 紅葉落索的時候 8. 知己（國）（邰正宵合唱） 9. 會錯意 10. 感情的分禮 11. 留戀 12. 只等這一季 13. 離開憂鬱的習慣（國） 14. 假裝 15. 處處留情（國） 16. 心軟 |
| 27 | 寶麗金88極品音色系列周慧敏    | 精選       | 寶麗金            | 1996年8月      | 曲目 1. 敏感夜 2. 如果你知我苦衷 3. 天荒愛未老 4. 自作多情 5. 孤單的心痛 6. 愛你多過愛他 7. 只等這一季 8. 留戀 9. 紅葉落索的時候 10. 痴心換情深 11. 自動自覺 12. 保護 13. 最愛 14. 假裝 15. 會錯意 16. 要你喜歡我 17. 情未了（黃凱芹合唱） |
| 28 | 熱·敏                         | 大碟       | 寶麗金            | 1996年6月19日  | 曲目 1. 私奔 2. 也許應該分手了 3. 出嫁的清晨 4. C'est la vie 5. 情不必擁有 6. 每一次遠行 7. 古老病態 8. 為你 9. Am I Really In Love? 10. 稀客 |
| 29 | 時間 （國語專輯）             | 大碟       | 福茂唱片          | 1996年10月8日  | 曲目 1. 時間 2. 最美的淚水 3. 心不在焉 4. 愛當真 5. 好女人 6. 你對我是認真的嗎? 7. 全心全意 8. 品嚐 9. 是否你會說愛我 10. 有了愛 |
| 30 | 周慧敏的敏感地帶 （國語專輯） | 精選       | 福茂唱片          | 1996年12月10日 | 曲目 1. 流言（林隆璇合唱） 2. 盡在不言中 3. 心事重重 4. 沒有人傻得像我 5. 處處留情 6. 保護 7. 留住秋色（粵）(張學友合唱) 8. 最美的淚水 9. 感激 10. 離開憂鬱的習慣 11. 近情情怯 12. 從情人變成朋友 13. I've Never Been To Me 14. 真愛在明天（粵）(黎明合唱) |
| 31 | 逢いにゆきたいの （日語細碟） | 細碟       | Taurus Records    | 1997年2月26日  | 曲目 1. 逢いにゆきたいの 2. 別れの予感 3. 逢いにゆきたいの（Original Karaoke） 4. 別れの予感（Original Karaoke） |
| 32 | 回憶從今天開始                | 新曲＋精選 | 寶麗金            | 1997年12月     | 曲目 1. 男女之間 2. I've Never Been To Me 3. Sometimes When We Touch 4. C'est la vie 5. 自作多情 6. 最愛 7. 流言 8. 愛當真 9. 如果你知我苦衷 10. 知己 11. 離開憂鬱的習慣 12. 現在擁抱我 13. 孤單的心痛 14. 紅葉落索的時候 15. 天荒愛未老 16. 逢いにゆきたいの |
| 33 | 萬千寵愛30首                  | 精選       | 寶麗金            | 1998年10月     | 曲目 Disc 1 1. C'est la vie 2. 出嫁的清晨 3. 也許應該分手了 4. 只等這一季 5. 紅葉落索的時侯 6. 知己（粵）(邰正宵合唱) 7. 會錯意 8. 紅顏知己 9. 要你喜歡我 10. 假裝 11. 感情的分禮 12. 留戀 13. 愛到最後（黎明合唱） 14. 自動自覺 15. 動人黃昏 Disc 2 1. 天荒愛未老 2. 出嫁的清晨 3. 如果你知我苦衷 4. 孤單的心痛 5. 自作多情 6. 冬日浪漫 7. 真愛在明天（黎明合唱） 8. 愛你多過愛他 9. 流言（林隆璇合唱） 10. 戀曲 Sha La La 11. 痴心換情深 12. 情未了（黃凱芹合唱） 13. 付出許多的愛情 14. 怎可以沒有感情 15. 萬千寵愛在一身（李克勤合唱） |
| 34 | 一個美麗的傳說 CD+VCD         | 精選       | 環球唱片          | 1999年7月      | 曲目 CD 1. 孤單的心痛 2. 如果你知我苦衷 3. 自作多情 4. 萬千寵愛在一身（李克勤合唱） 5. 天荒愛未老 6. 戀曲 Sha La La 7. 自動自覺 8. 假裝 9. 流言（林隆璇合唱） 10. 紅葉落索的時候 11. 愛你多過愛他 12. 要你喜歡我 13. 情未了（黃凱芹合唱） 14. 只等這一季 15. 新相識 舊情人 16. 最愛（Piano Version） VCD 1. 最愛 2. C'est la vie 3. 為你 4. 出嫁的清晨 5. 紅葉落索的時候 6. 假裝 7. 感情的分禮 8. 痴心換情深 9. 自作多情 10. 自動自覺 11. 會錯意 12. 天荒愛未老 13. 愛你多過愛他 14. 如果你知我苦衷 15. 流言（林隆璇合唱） |
| 35 | 環球2000超巨星系列            | 精選       | 環球唱片          | 2000年1月1日   | 曲目 1. 最愛 2. 出嫁的清晨 3. 如果你知我苦衷 4. 感情的分禮 5. 癡心換情深 6. C'est la vie 7. 盡在不言中 8. 離開憂鬱的習慣 9. 會錯意 10. 心軟 11. 留戀 12. 處處留情（國） 13. 從情人變成朋友 14. 失控 15. 多一點愛戀 16. 留住有情人 |
| 36 | 環球真經典系列－周慧敏        | 精選       | 環球唱片          | 2001年8月20日  | 曲目 1. 最愛 2. 孤單的心痛 3. 真愛在明天（黎明合唱） 4. 會錯意 5. 知己（粵）（邰正宵合唱） 6. 痴心換情深 7. 流言（林隆璇合唱） 8. 如果你知我苦衷 9. 自作多情 10. 天荒愛未老 11. 萬千寵愛在一身（李克勤合唱） 12. 感情的分禮 13. 男女之間 14. 男人心（關淑怡合唱） 15. 情未了（黃凱芹合唱） 16. 紅葉落索的時候 |
| 37 | 失物招領：周慧敏精選          | 精選       | 福茂唱片          | 2002年12月13日 | 曲目 CD 1 1. 盡在不言中 2. 流言（林隆璇合唱） 3. 感激 4. 心事重重 5. 離開憂鬱的習慣 6. 知己（邰正宵合唱） 7. 從情人變成朋友 8. 看著我的眼 9. 沒有人傻得像我 10. 愛你多年 CD 2 1. 處處留情 2. 保護 3. 你對我是認真的嗎 4. 最美的淚水 5. 時間 6. Dancing In The Night 7. 一顆心只能愛一回 8. 你的愛讓我想飛 9. 深情不露 10. 全心全意 |
| 38 | 環球DSD視聽之王               | 精選       | 環球唱片          | 2003年4月      | 曲目 CD 1. 天荒愛未老 2. 孤單的心痛 3. 情未了（黃凱芹合唱） 4. 萬千寵愛在一身（李克勤合唱） 5. 男女之間 6. 男人心（關淑怡合唱） 7. 出嫁的清晨 8. 如果你知我苦衷 9. 感情的分禮 10. 痴心換情深 11. 留戀 12. 也許應該分手了 13. 動人黃昏 14. 冬日浪漫 15. 怎可以沒有感情 16. 留住有情人 DVD 1. 天荒愛未老 2. 孤單的心痛 3. 情未了（黃凱芹合唱） 4. 如果你知我苦衷 5. 感情的分禮 |
| 39 | Back for you                  | 精選       | 環球唱片          | 2006年3月26日  | 曲目 CD1 1. 台下女主角 2. 在這遙遠的地方 3. 人間有緣 4. 星河 5. 情迷 6. 鋼線之舞 7. 可知我想他 8. 天荒愛未老 9. 真愛在明天（黎明合唱） 10. 千個晨早 11. 歲月的童話 12. 愛你多過愛他 13. 怎可以沒有感情 14. 動人黃昏 15. 如果你知我苦衷 16. 流言（林隆璇合唱） CD2 1. 自作多情 2. 孤單的心痛 3. 阿瑪遜河 4. 注定的結局 5. 會錯意 6. 只等這一季 7. 盡在不言中 8. 自動自覺（Erotic Mix） 9. 最愛 10. 感情的分禮 11. 留戀 12. 心軟 13. 戀曲Sha la la 14. 痴心換情深 15. 假裝（Cha Cha Mix 60's Version） 16. 離開憂鬱的習慣 CD3 1. 紅葉落索的時候 2. I've Never Been To Me 3. 知己（邰正宵合唱） 4. 情未了（黃凱芹合唱） 5. 萬千寵愛在一身（李克勤合唱） 6. 要你喜歡我 7. 留住有情人 8. 男人心（關淑怡合唱） 9. 敏感夜 10. 現在抱緊你（日）（吉田榮作合唱） 11. 也許應該分手了 12. 出嫁的清晨 13. C'est la vie 14. 時間 15. Sometimes When We Touch（邰正宵合唱） 16. 想去見你（日） DVD 1. 天荒愛未老 2. 如果你知我苦衷 3. 流言 - 周慧敏、林隆璇合唱 4. 孤單的心痛 5. 最愛 6. 感情的分禮 7. 留戀 8. 紅葉落索的時候 9. 為你 10. 時間 |
| 40 | 盆栽                          | EP         | PTM／星娛樂       | 2011年3月28日  | 曲目 CD 1. 盆栽 2. 無雙譜 3. 有您美麗太多 4. 放下的力量（國） DVD 1. 盆栽 2. 無雙譜 3. 有您美麗太多 4. 放下的力量（國） |
| 41 | HIM                           | 福音大碟   | 英皇娛樂 福茂唱片 | 2014年12月18日 | 曲目 CD 1. 肋骨 2. A Love Like This（英） 3. 天家 4. 天盡頭 5. 美麗（國）（王菀之合唱） 6. 石頭雨 7. 伯拉河 8. 咖啡在等一個人（國） 9. 依靠（國） 10. 回轉（國） DVD（第二版） 1. 肋骨 2. A Love Like This 3. 天盡頭 4. 美麗 5. 咖啡在等一個人 6. 依靠 |

### 現場錄音專輯
| # | 專輯名稱                                    | 發行公司                        | 發行日期       | 曲目 |
| - | ------------------------------------------- | ------------------------------- | -------------- | --- |
| 1 | '94美的化身演唱會                           | 寶麗金                          | 1995年         | 曲目 Disc 1 1. Opening 2. Medley 3. 台下女主角 4. 如果你知我苦衷 5. 美少女戰士 6. Cartoon Medley 7. 沒有人傻得像我 8. 自作多情 9. 痴心換情深 10. 注定的結局 11. 最愛（日） 12. 可知我想他 Disc 2 1. 怎可以沒有感情 2. 心軟 3. 自動自覺 4. 阿瑪遜河 5. 感情的分禮 6. 愛你多過愛他 7. 只等這一季 8. 留戀 9. 假裝 10. 孤單的心痛 11. 天荒愛未老 12. 紅河村 |
| 2 | Back For Love 2006演唱會                    | 華納唱片                        | 2006年9月7日   | 曲目 Disc 1 1. Opening＋自作多情 2. 假裝 3. 戀曲 Sha La La 4. 沒有人傻得像我（國） 5. 台下女主角 6. 孤單的心痛 7. Sometime When We Touch（林子祥合唱） 8. 歲月的童話 9. 鋼線之舞 10. 可知我想他 11. 情未了（黃凱芹合唱） Disc 2 1. 時間（國） 2. 最愛 3. 流言（林隆璇合唱） 4. Medley: 自動自覺/詛咒 5. 知己（國）（邰正宵合唱） 6. C'est la vie 7. 會錯意 8. 我願意（國） 9. 遇見（國） 10. 我真的受傷了（國）（古巨基合唱） Disc 3 1. 為你 2. 紅葉落索的時候 3. 如果你知我苦衷 4. 感情的分禮 5. 紅河村 6. 留戀 7. 天荒愛未老 8. 貓狗篇 9. 倪匡 vs 倪震篇 10. 花絮篇 |
| 3 | Deep V 25週年演唱會                         | Mary Go Round Entertainment Ltd | 2012年1月      | 曲目 Disc 1 1. 紅河村OPENING 2. 天荒愛未老 3. 孤單的心痛（劉青雲讀白） 4. 感情的分禮 5. 流言（蘇永康合唱） 6. MEDLEY 1:壞女孩/跳舞街/對你愛不完/自作多情 7. 此情只待成追憶（張敬軒合唱） 8. 秋櫻 9. 再見我的愛人 10. 紅葉落索的時候 Disc 2 1. 愛得太遲（古巨基合唱） 2. Medley2: 假裝/自動自覺/詛咒/借歪 3. C'est la vie 4. 情迷 5. 不要驚動愛情（鄭秀文合唱） 6. Medley: 歲月的童話/愛你多過愛他/鋼線之舞 7. 盆栽 8. 台下女主角 Disc 3 1. 美少女戰士 2. 最愛（柏原芳惠主唱） 3. 如果你知我苦衷 4. 留戀 5. 最愛 6. 為你 7. 天荒愛未老 8. 萬千寵愛在一身（李克勤合唱） 9. 流言（張敬軒合唱） 10. 最愛（柏原芳惠主唱／周慧敏伴奏） 11. 儘管是春天（柏原芳惠主唱） |
| 4 | 一萬天荒愛未老‧周慧敏30週年演唱會(4DVD+2CD) | V Vision Workshop               | 2018年12月18日 | 曲目 Disc A 1. Overture+最愛 2. 愛你多過愛他 3. Talk 4. 痴心換情深 5. 紅葉落索的時候 6. 感情的分禮 7. Talk 8. 台下女主角 9. Broadway Medley：自作多情+沒有人傻我像我+假裝 10. Ballet Dance 11. Somewhere in Time (piano) 12. 時間 13. 尋找消失的過去 (黃劍文) Disc B 1. 可知我想他 2. Talk 3. 也許應該分手了＋愛的成長＋千個晨早＋紅河村 4. 朱芸編solo演奏：野蜂飛舞／女神 5. 秋櫻＋走在雨中 6. Talk 7. 咖啡在等一個人 8. Talk 9. Duet's medley：流言+真愛在明天+情未了+萬千寵愛在一身（李克勤合唱） 10. Talk with guest Disc C 1. Creation+肋骨 2. 見證Talk 3. A Love Like This 4. Talk 5. C'est La Vie 6. 會錯意 7. Talk 8. 如果你知我苦衷 9. Encore medley：自動自覺+詛咒+借歪+美少女戰士（湯寶如/王馨平合唱） 10. 孤單的心痛 11. 天荒愛未老 Disc D 1. 最愛(日文+piano) 2. 流言+萬千寵愛在一身+真愛在明天+情未了（黃凱芹合唱） 3. 流言+萬千寵愛在一身+真愛在明天+情未了（古巨基合唱） |

### VCD專輯
| # | 專輯名稱            | 發行公司 | 發行日期      | 曲目 |
| - | ------------------- | -------- | ------------- | --- |
| 1 | 擁抱真情（國）      | 福茂唱片 | 1996年1月10日 | 曲目 1. 處處留情 2. 保護 3. 知己（邰正宵合唱） 4. 心事重重 5. 沒有人傻得像我 6. 流言 - 周慧敏、林隆璇合唱 7. 從情人變成朋友 8. 紅葉落索的時候（粵） 9. 自動自覺（粵） 10. 新相識舊情人（粵）                               |
| 2 | 周慧敏最愛MTV卡拉OK | 寶麗金   | 1996年10月    | 曲目 1. 最愛 2. C'est la Vie 3. 為你 4. 出嫁的清晨 5. 紅葉落索的時候.... 6. 假裝 7. 感情的分禮 8. 痴心換情深 9. 自作多情 10. 自動自覺 11. 會錯意 12. 天荒愛未老 13. 愛你多過愛他 14. 如果你知我苦衷 15. 流言（林隆璇合唱） |

## 個人演唱會及音樂會
| 場次  | 年份                    | 名稱                                                                                                 |
| 1     | 1993年3月10日           | 香港《往事与流言》演唱會@香港大专会堂                                                                |
| 2-4   | 1993年9月28-30日        | 廣州《同在藍天下》演唱會@廣州天河體育館                                                              |
| 5     | 1993年6月11日           | 台中《周慧敏最爱·94演唱会》@彰化市立体育场                                                           |
| 6     | 1993年6月18日           | 高雄《周慧敏最爱·94演唱会》@高雄市立体育场                                                           |
| 7     | 1993年6月25日           | 台北《周慧敏最爱·94演唱会》@台北市立体育场                                                           |
| 8     | 1993年7月2日            | 基隆《周慧敏最爱·94演唱会》@基隆体育馆                                                               |
| 9-13  | 1994年9月7、8、14、15日 | 香港《94美的化身演唱會》@香港红磡体育馆                                                              |
| 14-15 | 1994年11月              | 新加坡演唱會@WTC Harbour Pavilion Vivian Held                                                        |
| 16    | 1995年7月               | 香港《醉情人》演唱會@香港伊丽莎白体育馆                                                              |
| 17    | 1995年9月15日           | 大西洋城 《多一点爱恋》美加巡回演唱会@百利酒店                                                       |
| 18    | 1995年9月21日           | 旧金山美加巡回演唱会@美生堂                                                                          |
| 19    | 1995年9月24日           | 拉斯维加斯美加巡回演唱会                                                                             |
| 20    | 1995年9月27日           | 多伦多 美加巡回演唱会                                                                                |
| 21    | 1995年9月29日           | 温哥华 美加巡回演唱会                                                                                |
| 22-23 | 1995年10月21、22日      | 上海演唱會@上海大舞台体育馆                                                                          |
| 24-25 | 1996年2月2、3日         | 湛江《贺岁》演唱會@湛江市体育中心                                                                    |
| 26    | 1996年3月16日           | 澳洲《周慧敏澳洲巡回演唱会》@昆士兰文化中心音乐厅                                                    |
| 27    | 1996年3月20日           | 澳洲《周慧敏澳洲巡回演唱会》@ 柏斯赌场表演厅                                                         |
| 28    | 1996年3月22日           | 澳洲《周慧敏澳洲巡回演唱会》@ 墨尔本音乐厅                                                           |
| 29    | 1996年3月25日           | 澳洲《周慧敏澳洲巡回演唱会》@ 悉尼达令港会议中心                                                     |
| 30    | 1997年4月15日           | 日本《ASIA NOW》演唱會@ 东京厚生年金会馆                                                             |
| 31    | 1997年4月17日           | 日本《ASIA NOW》演唱會@ 大阪厚生年金会馆                                                             |
| 32    | 1997年11月27日          | 美国大西洋城《爱你多年》演唱會                                                                       |
| 33    | 1997年11月29日          | 美国《爱你多年》演唱會@拉斯维加斯凯撒宫                                                              |
| 34-36 | 2006年5月25日-27日      | 香港《周慧敏Back For Love演唱會》演唱會（3場）@香港红磡体育馆                                        |
| 37-38 | 2011年3月19日-20日      | 香港《Deep V.25 周慧敏演唱會》演唱會（2場）@香港红磡体育馆                                           |
| 39    | 2012年5月19日           | 澳门《周慧敏Journey Of Love 世界巡迴演唱會》@澳门威尼斯人金光综艺馆                                  |
| 40    | 2012年10月29日          | 廣州《周慧敏Journey Of Love 世界巡回演唱会》@廣州體育館                                              |
| 41    | 2013年3月9日            | 美國里諾《周慧敏Journey Of Love 世界巡回演唱会》@Peppermill Reno Tuscany Events Center               |
| 42    | 2013年3月12日           | 多倫多《周慧敏Journey Of Love 世界巡回演唱会》@華瑪娛樂演奏廳                                        |
| 43-44 | 2013年12月21-22日       | 美國康州《周慧敏Journey Of Love 世界巡回演唱会》 @金神体育馆                                         |
| 45-46 | 2016年6月12-13日        | 多倫多《周慧敏Vivian Chow 世界巡回演唱会》@ Avalon Theatre, Niagara Falls, Ontario                   |
| 47    | 2016年12月25日          | 拉斯维加斯《周慧敏Journey Of Love 世界巡回演唱会》@The Joint, Hard Rock                              |
| 48-51 | 2018年1月26至29日       | 香港《一萬天荒愛未老周慧敏30週年巡迴演唱會》 @香港體育館                                             |
| 52    | 2018年6月9日            | 澳門《一萬天荒愛未老周慧敏30週年巡迴演唱會》 @澳門威尼斯人金光綜藝館                                 |
| 53    | 2018年6月30日           | 美國里諾《一萬天荒愛未老周慧敏30週年巡迴演唱會》 @Reno Event Center                                  |
| 54    | 2018年12月1日           | 東莞《一萬天荒愛未老周慧敏30週年巡迴演唱會》@ 东风日产文体中心体育馆                                 |
| 55    | 2018年12月15日          | 佛山 《一萬天荒愛未老周慧敏30週年巡迴演唱會》@ 岭南明珠體育館                                        |
| 56    | 2019年6月29日           | 廣州《一萬天荒愛未老周慧敏30週年巡迴演唱會》@ 廣州體育館1號館                                        |
| 57    | 2019年7月27日           | 马来西亚雲頂《一萬天荒愛未老周慧敏30週年巡迴演唱會》@ 雲頂雲星劇場 Arena of Stars                    |
| 58    | 2019年8月10日           | 台北《一萬天荒愛未老周慧敏30週年巡迴演唱會》 @ 台北小巨蛋                                            |
| 59    | 2019年11月9日           | 南寧《一萬天荒愛未老周慧敏30週年巡迴演唱會》 @ 廣西體育中心體育館                                    |
| 60-61 | 2019年12月14至15日      | 多倫多《加拿大多倫多演唱會》 @Avalon Theatre, Niagara Falls, Ontario                                 |
| 62    | 2023年4月15日           | 美國加州《一萬天荒愛未老周慧敏演唱會》 @Special Event Center of Fantasy Springs Resort Casino, Indio |
| 63    | 2023年4月22日           | 美國加州《一萬天荒愛未老周慧敏演唱會》 @ The Venue of Thunder Valley, Lincoln                        |
| 64    | 2024年8月31日           | 澳門《地老天荒愛一場周慧敏巡迴演唱會》 @倫敦人綜藝館                                                 |
| 65    | 2024年9月15日           | 廣州《地老天荒愛一場周慧敏巡迴演唱會》 @寶能廣州國際體育演藝中心                                     |
| 66    | 2025年3月15日           | 上海《地老天荒愛一場周慧敏巡迴演唱會》 @上海體育館                                                   |
| 67    | 2025年4月19日           | 佛山《地老天荒愛一場周慧敏巡迴演唱會》 @佛山國際體育文化演藝中心                                     |
| 68    | 2025年10月日            | 美國里諾《地老天荒愛一場周慧敏巡迴演唱會》 @Reno Events Center                                       |
| 69    | 2025年11月日            | 美國洛杉磯《地老天荒愛一場周慧敏巡迴演唱會》 @Pechanga Resort Casino                                 |

### 個人曲詞創作作品
| 推出年份 | 歌曲名稱                                            | 主唱   | 作曲           | 填詞           | 編曲           | 歌曲/大碟監製  |
| 1990     | 《人間有緣》                                        | 周慧敏 | 周慧敏         | 林夕           | Tommy Ho       | Tommy Ho       |
| 1990     | 《可知我想他》                                      | 周慧敏 | 周慧敏         | 李克勤         | Tommy Ho       | Tommy Ho       |
| 1991     | 《心裡的對像》                                      | 周慧敏 | 周慧敏         | 李克勤         | 方樹樑         | 黃祖輝         |
| 1992     | 《風花煙雨間》                                      | 周慧敏 | 周慧敏         | 李克勤         | 杜自持         | 黃祖輝         |
| 1992     | 《跟愛情說聲再見》 （《心裡的對像》國語版）         | 周慧敏 | 周慧敏         | 黃桂蘭         | 方樹樑         | 張耕宇         |
| 1992     | 《少女心》                                          | 黎瑞恩 | 周慧敏         | 向雪懷         | 周啟生         | 陳劍和         |
| 1993     | 《你還記得從前嗎》                                  | 周慧敏 | 周慧敏         | 林夕           | 唐奕聰         | 陳永明         |
| 1993     | 《你是真的愛我嗎》 （《你還記得從前嗎》國語版）     | 周慧敏 | 周慧敏         | 潘麗玉、黃秀慧 | 王繼康         | 張耕宇         |
| 1993     | 《明白我這世界沒有別人》                            | 黎瑞恩 | 周慧敏         | 向雪懷         | 趙增熹         |                |
| 1994     | 《成長》純音樂                                      |        | 周慧敏         |                | 卢东尼         | Leo Chan       |
| 1994     | 《愛的成長》                                        | 周慧敏 | 周慧敏         | 向雪懷         | 周啟生         | Leo Chan       |
| 1994     | 《你最愛是你》                                      | 周慧敏 | 周慧敏         | 黃凱芹         | 張兆鴻         | Leo Chan       |
| 1994     | 《看不清那一個是真正的自己》 （《愛的成長》國語版） | 周慧敏 | 周慧敏         | 潘麗玉         | 王繼康         | 張耕宇         |
| 1995     | 《喜歡一個》                                        | 周慧敏 | 周慧敏         | 簡寧           | 蘇德華         | 陳永明、吳子良 |
| 1995     | 《情深到未來》                                      | 周慧敏 | 周慧敏         | 周慧敏         | 符元偉         | 陳永明、吳子良 |
| 1995     | 《離開你好難》（《你最愛是你》國語版）              | 周慧敏 | 周慧敏、黃凱芹 | 姚若龍         | 趙增熹         | 陳耀川         |
| 1996     | 《私奔》                                            | 周慧敏 | 周慧敏         | 黃偉文         | 林礦培         | 周慧敏、楊喬興 |
| 1996     | 《出嫁的清晨》                                      | 周慧敏 | 周慧敏         | 簡寧           | 徐日勤         | 周慧敏、楊喬興 |
| 1996     | 《稀客》                                            | 周慧敏 | 周慧敏         | 李敏           | 屠穎           | 周慧敏、楊喬興 |
| 1996     | 《時間》（《稀客》國語版）                          | 周慧敏 | 周慧敏         | 許常德         | 屠穎           | 邰正宵         |
| 1996     | 《最美的淚水》                                      | 周慧敏 | 周慧敏         | 姚若龍         | 屠穎           | 邰正宵         |
| 1996     | 《你對我是認真的嗎》（《私奔》國語版）              | 周慧敏 | 周慧敏         | 許常德         | 凃惠元、徐德昌 | 徐德昌、劉天健 |
| 2014     | 《A Love Like this》                                | 周慧敏 | 周慧敏         | Krystal Diaz   | 伍仲衡         | 伍仲衡         |
| 2016     | 《尋找消失的過去》                                  | 黃劍文 | 周慧敏         | 林夕           | Jim Ling       | 舒文           |
| 2022     | 《Psalm 23》                                        | 周慧敏 | 周慧敏         | 詩篇23篇       | 褚鎮東         | 周慧敏、劉智衛 |

### 電視劇歌曲
| 年份   | 歌曲名稱       | 電視劇                     | 性質   | 備註                                             | 收錄專輯                                 |
| 1990年 | 人間有緣       | 搖擺豆芽夢                 | 主題曲 | 日劇，於香港播出                                 | 《Vivian》                               |
| 1990年 | 留我一聲       | 烏金血劍                   | 插曲   |                                                  | 《情迷》                                 |
| 1992年 | 情到最後       | 八月鬱金香 （TVB電視電影） | 主題曲 |                                                  | 《A Long & Lasting Love》                |
| 1992年 | 紅河村         | 大時代                     | 插曲   |                                                  | 《'94美的化身演唱會》                    |
| 1993年 | 自動自覺       | 一杯綠茶                   | 主題曲 | 日劇，於香港播出                                 | 《最愛》                                 |
| 1993年 | 付出許多的愛情 | 九彩霸王花                 | 主題曲 |                                                  | 《最愛》                                 |
| 1993年 | 潮心           | 九彩霸王花                 | 插曲   | 與何寶生合唱                                     | 何寶生《相愛相聚》 《周慧敏音樂大全101》 |
| 1993年 | 留住秋色       | 如來神掌再戰江湖           | 插曲   | 與張學友合唱                                     | 《最愛》                                 |
| 1993年 | 盡在不言中     | 比雨更溫柔                 | 主題曲 | 日劇，於台灣播出                                 | 《盡在不言中》                           |
| 1994年 | 平凡人的夢     | 豪門插班生                 | 主題曲 | 電視版本與 《紅葉落索的時候……》 大碟版本歌詞不同 | 未收錄                                   |
| 1995年 | 花雨煙雲       | 包青天                     | 插曲   |                                                  | 《多一點愛戀》                           |
| 1995年 | 紅顏知己       | 刀馬旦                     | 主題曲 |                                                  | 《情迷心竅》                             |
| 1995年 | 敏感夜         | 刀馬旦                     | 插曲   |                                                  | 《情迷心竅》                             |
| 2020年 | 眼淚的堅強     | 熟女強人                   | 主題曲 |                                                  |                                          |

### 電影歌曲
| 年份   | 歌曲名稱       | 電影                         | 性質   | 備註     | 收錄專輯   |
| 1990年 | 讓我知道       | 風雨同路                     | 主題曲 | 香港電影 | 《Vivian》 |
| 1992年 | 後悔           | 應召女郎1988之二現代應召女郎 | 主題曲 | 香港電影 | 未收錄     |
| 1993年 | 別望著我離開   | 我愛法拉利                   | 主題曲 | 香港電影 | 《最愛》   |
| 2014年 | 咖啡在等一個人 | 等一個人咖啡                 | 主題曲 | 台灣電影 | 《HIM》    |

### 廣播劇歌曲
| 年份   | 歌曲名稱       | 廣播劇           | 性質   | 備註           | 收錄專輯                  |
| 1994年 | 只等這一季     | 讓我愛你一個夏天 | 主題曲 | 於商業電台廣播 | 《紅葉落索的時候……》      |
| 2008年 | 最愛           | 最好的時光S1     | 插曲   | 於商業電台廣播 | 《最愛》                  |
| 2009年 | 紅葉落索的時候 | 最好的時光S2     | 插曲   | 於商業電台廣播 | 《紅葉落索的時候……》      |
| 2009年 | 千個晨早       | 最好的時光S2     | 插曲   | 於商業電台廣播 | 《A Long & Lasting Love》 |

### 合唱歌曲
| 年份   | 歌曲名稱                | 合唱歌手               |
| 1988年 | 不變的心                | 周慧敏、陳德彰         |
| 1990年 | 一點情狂                | 周慧敏、阮兆祥         |
| 1991年 | 真愛在明天              | 周慧敏、黎明           |
| 1991年 | 情未了                  | 周慧敏、黃凱芹         |
| 1992年 | 萬千寵愛在一身          | 周慧敏、李克勤         |
| 1992年 | 流言                    | 周慧敏、林隆璇         |
| 1993年 | 留住秋色                | 周慧敏、張學友         |
| 1993年 | 萬個夢兒                | 周慧敏、鄭柏林         |
| 1993年 | 潮心                    | 周慧敏、何寶生         |
| 1994年 | 愛到最後                | 周慧敏、黎明           |
| 1994年 | 美少女戰士              | 周慧敏、王馨平、湯寶如 |
| 1994年 | 走在大街的女子          | 周慧敏、陳耀川         |
| 1994年 | 知己（國語）            | 周慧敏、邰正宵         |
| 1994年 | 仰慕                    | 周慧敏、陳立強         |
| 1995年 | 知己（廣東版）          | 周慧敏、邰正宵         |
| 1995年 | 如今想擁抱/現在擁抱我   | 周慧敏、吉田榮作       |
| 1995年 | 男人心                  | 周慧敏、關淑怡         |
| 1996年 | Sometimes When We Touch | 周慧敏、邰正宵         |
| 2006年 | 愛得太遲                | 周慧敏、古巨基         |
| 2012年 | 長痛不如短痛            | 周慧敏、黃凱芹         |
| 2014年 | 美麗                    | 周慧敏、王菀之         |

### 動畫歌曲
| 年份   | 歌曲名稱   | 動畫       | 性質   | 備註                 | 收錄專輯                                                           |
| 1994年 | 美少女戰士 | 美少女戰士 | 主題曲 | 與王馨平、湯寶如合唱 | 《'94美的化身演唱會》 《天使の恋人》（《紅葉落索的時候……》日本版） |

### 演奏作品
| 歌曲名稱                                          | 原曲創作者      | 日期       |
| Moonlight Sonata 1st movement 月光奏鳴曲 第一樂章 | Beethoven貝多芬 | 2021-12-24 |

### 曾參與其他歌手的作品演出
| 歌手   | 歌曲名稱     | 性質         |
| 古巨基 | 《愛得太遲》 | 合唱和演出MV |
| 李克勤 | 《C3PO》     | 演出MV       |
| 李克勤 | 《红楼梦》   | 演出MV       |
| 江若琳 | 《小燈塔》   | 聲演和演出MV |

## 派台歌曲成績
| 派台歌曲成績（四台）  | 派台歌曲成績（四台） | 派台歌曲成績（四台） | 派台歌曲成績（四台） | 派台歌曲成績（四台） | 派台歌曲成績（四台） | 派台歌曲成績（四台）                                                                     | 派台歌曲成績（四台）                                                                     |      |
| --------------------- | -------------------- | -------------------- | -------------------- | -------------------- | -------------------- | ---------------------------------------------------------------------------------------- | ---------------------------------------------------------------------------------------- | ---- |
| 唱片                  | 歌曲                 | 903                  | RTHK                 | 997                  | TVB                  | 備註                                                                                     | 備註                                                                                     |      |
| 1988年                |                      |                      |                      |                      |                      |                                                                                          |                                                                                          |      |
| Vivian Chow           | 台下女主角           | 10                   | 3                    |                      | 9                    |                                                                                          |                                                                                          |      |
| 1989年                |                      |                      |                      |                      |                      |                                                                                          |                                                                                          |      |
| Vivian Chow           | 創造未來             | -                    | /                    |                      | -                    | OT：小泉今日子 ~ 木枯しに抱かれて                                                        | OT：小泉今日子 ~ 木枯しに抱かれて                                                        |      |
| Vivian Chow           | 被動者               | -                    | /                    |                      | -                    | OT：石川秀美 ~ 危ないボディ・ビート 同曲曲目：溫兆倫 ~ 午夜行動                          | OT：石川秀美 ~ 危ないボディ・ビート 同曲曲目：溫兆倫 ~ 午夜行動                          |      |
| 1990年                |                      |                      |                      |                      |                      |                                                                                          |                                                                                          |      |
| Vivian                | 詛咒                 | 6                    | /                    |                      | /                    | OT：Paula Abdul（页面存档备份，存于） ~ Knock Out 同曲曲目：Echo ~ 深呼吸                | OT：Paula Abdul（页面存档备份，存于） ~ Knock Out 同曲曲目：Echo ~ 深呼吸                |      |
| Vivian                | 在這遙遠的地方       | 6                    | 1                    |                      | /                    |                                                                                          |                                                                                          |      |
| Vivian                | 不再衝動             | -                    | /                    |                      | /                    |                                                                                          |                                                                                          |      |
| 情迷                  | 借歪                 | 7                    | /                    |                      | /                    |                                                                                          |                                                                                          |      |
| 情迷                  | 情迷                 | -                    | -                    |                      | /                    | OT：Skeeter Davis （页面存档备份，存于） ~ The End of the World                          | OT：Skeeter Davis （页面存档备份，存于） ~ The End of the World                          |      |
| 情迷                  | 可知我想他           | 21                   | -                    |                      | /                    |                                                                                          |                                                                                          |      |
| 1991年                |                      |                      |                      |                      |                      |                                                                                          |                                                                                          |      |
| 妳最喜歡的歌          | 情未了               | 12                   | 15                   |                      | /                    | 與黃凱芹合唱                                                                             | 與黃凱芹合唱                                                                             |      |
| A Long & Lasting Love | 天荒愛未老           | 8                    | 1                    |                      | 1                    | OT：Jane Olivor （页面存档备份，存于） ~ A Long And Lasting Love 同曲曲目：鄭秀文 ~ 幻滅 | OT：Jane Olivor （页面存档备份，存于） ~ A Long And Lasting Love 同曲曲目：鄭秀文 ~ 幻滅 |      |
| A Long & Lasting Love | 千個晨早             | -                    | -                    |                      | -                    | OT：杏里 ~ All of You                                                                    | OT：杏里 ~ All of You                                                                    |      |
| 1992年                |                      |                      |                      |                      |                      |                                                                                          |                                                                                          |      |
| Endless Dream         | 如果你知我苦衷       | 8                    | /                    |                      | /                    |                                                                                          |                                                                                          |      |
| Endless Dream         | 愛你多過愛他         | 7                    | 12                   |                      | 7                    |                                                                                          |                                                                                          |      |
| Endless Dream         | 擁抱吧               | -                    | -                    |                      | /                    |                                                                                          |                                                                                          |      |
| Endless Dream         | 怎可以沒有感情       | -                    | -                    |                      | /                    | OT：Lisa Nilsson（页面存档备份，存于） ~ Whole Wide World                                | OT：Lisa Nilsson（页面存档备份，存于） ~ Whole Wide World                                |      |
| Endless Dream         | 動人黃昏             | -                    | -                    |                      | /                    |                                                                                          |                                                                                          |      |
| 紅日                  | 萬千寵愛在一身       | -                    | -                    |                      | /                    | 與李克勤合唱                                                                             | 與李克勤合唱                                                                             |      |
| 冬日浪漫              | 孤單的心痛           | 17                   | -                    |                      | 9                    | OT：Randy Crawford（页面存档备份，存于） ~ I've Never Been To Me                         | OT：Randy Crawford（页面存档备份，存于） ~ I've Never Been To Me                         |      |
| 冬日浪漫              | 自作多情             | 4                    | 1                    |                      | 1                    | 跨年上榜                                                                                 | 跨年上榜                                                                                 |      |
| 1993年                |                      |                      |                      |                      |                      |                                                                                          |                                                                                          |      |
| 冬日浪漫              | 冬日浪漫             | -                    | -                    |                      | /                    | 電影《我愛法拉利》插曲                                                                   | 電影《我愛法拉利》插曲                                                                   |      |
| 冬日浪漫              | 阿瑪遜河             | -                    | -                    |                      | /                    | OT：The Triplets （页面存档备份，存于） ~ Pyramids Of Pleasure                           | OT：The Triplets （页面存档备份，存于） ~ Pyramids Of Pleasure                           |      |
| 流言                  | 流言                 | 9                    | -                    |                      | /                    | 與林隆璇合唱                                                                             | 與林隆璇合唱                                                                             |      |
| 最愛                  | 自動自覺             | 3                    | 4                    |                      | 1                    | 無綫外購劇《一杯綠茶》主題曲                                                             | 無綫外購劇《一杯綠茶》主題曲                                                             |      |
| 最愛                  | 最愛                 | 9                    | 12                   |                      | /                    | OT：柏原芳惠 ~ 最愛 同曲曲目：薰妮 ~ 汗                                                  | OT：柏原芳惠 ~ 最愛 同曲曲目：薰妮 ~ 汗                                                  |      |
| 最愛                  | 付出許多的愛情       | -                    | -                    |                      | /                    | 電視劇《九彩霸王花》主題曲                                                               | 電視劇《九彩霸王花》主題曲                                                               |      |
| 新曲+精選             | 戀曲Sha La La        | 13                   | 11                   |                      | /                    | OT：山下久美子 ~ ごめんね太陽                                                            | OT：山下久美子 ~ ごめんね太陽                                                            |      |
| 新曲+精選             | 痴心換情深           | -                    | -                    |                      | /                    | OT：林慧萍 ~ 情難枕                                                                      | OT：林慧萍 ~ 情難枕                                                                      |      |
| 1994年                |                      |                      |                      |                      |                      |                                                                                          |                                                                                          |      |
| 成長                  | 感情的分禮           | 6                    | 3                    | 1                    | 1                    | OT：李碧華 ~ 永遠不相逢                                                                  | OT：李碧華 ~ 永遠不相逢                                                                  |      |
| 成長                  | 心軟                 | 8                    | 11                   | /                    | 1                    | OT：Kayo ~ Om Natten                                                                     | OT：Kayo ~ Om Natten                                                                     |      |
| 成長                  | 留戀                 | 26                   | -                    | /                    | /                    | OT：黃鶯鶯 ~ 寧願相信                                                                    | OT：黃鶯鶯 ~ 寧願相信                                                                    |      |
| 紅葉落索的時候……      | 只等這一季           | 2                    | -                    | /                    | /                    | 叱咤903蘭茜夫人劇場之《讓我愛你一個夏天》主題曲                                          | 叱咤903蘭茜夫人劇場之《讓我愛你一個夏天》主題曲                                          |      |
| 離開憂鬱的習慣        | 離開憂鬱的習慣       | 14                   | -                    | /                    | /                    |                                                                                          |                                                                                          |      |
| 紅葉落索的時候……      | 假裝                 | 1                    | 1                    | /                    | 1                    | 三台冠軍歌                                                                               | 三台冠軍歌                                                                               |      |
| 紅葉落索的時候……      | 紅葉落索的時候……     | 10                   | 10                   | /                    | 2                    |                                                                                          |                                                                                          |      |
| 給世界多一個微笑      | 美少女戰士           | -                    | /                    | /                    | /                    | 與湯寶如、王馨平合唱 日本動畫《美少女戰士》港版主題曲                                    | 與湯寶如、王馨平合唱 日本動畫《美少女戰士》港版主題曲                                    |      |
| 紅葉落索的時候……      | 送給季節             | 15                   | /                    | /                    | /                    |                                                                                          |                                                                                          |      |
| 1995年                |                      |                      |                      |                      |                      |                                                                                          |                                                                                          |      |
| 紅葉落索的時候……      | 思念的夜空           | 21                   | /                    | /                    | /                    |                                                                                          |                                                                                          |      |
| 多一點愛戀            | 要你喜歡我           | 3                    | 3                    | 6                    | 3                    |                                                                                          |                                                                                          |      |
| 多一點愛戀            | 會錯意               | 10                   | 3                    | /                    | 3                    |                                                                                          |                                                                                          |      |
| 多一點愛戀            | 知己                 | /                    | /                    | /                    | /                    | 與邰正宵合唱                                                                             | 與邰正宵合唱                                                                             |      |
| 情迷心竅              | 紅顏知己             | -                    | -                    | /                    | /                    | 電視劇《刀馬旦》主題曲                                                                   | 電視劇《刀馬旦》主題曲                                                                   |      |
| 情迷心竅              | 敏感夜               | -                    | -                    | /                    | /                    | 電視劇《刀馬旦》插曲                                                                     | 電視劇《刀馬旦》插曲                                                                     |      |
| 1996年                |                      |                      |                      |                      |                      |                                                                                          |                                                                                          |      |
| 情迷心竅              | 情迷心竅             | -                    | -                    | /                    | /                    |                                                                                          |                                                                                          |      |
| 熱·敏                 | C'est la Vie         | 4                    | 1                    | 1                    | 1                    |                                                                                          |                                                                                          |      |
| 熱·敏                 | 為你                 | /                    | 16                   | /                    | /                    |                                                                                          |                                                                                          |      |
| 熱·敏                 | 出嫁的清晨           | /                    | -                    | /                    | /                    |                                                                                          |                                                                                          |      |
| 熱·敏                 | 私奔                 | /                    | -                    | /                    | /                    |                                                                                          |                                                                                          |      |
| 1997年                |                      |                      |                      |                      |                      |                                                                                          |                                                                                          |      |
| 回憶從今天開始        | 男女之間             | -                    | /                    | /                    | /                    | 《逢いにゆきたいの》粵語版                                                               | 《逢いにゆきたいの》粵語版                                                               |      |
| 2011年                |                      |                      |                      |                      |                      |                                                                                          |                                                                                          |      |
| 盆栽                  | 盆栽                 | 2                    | 8                    | -                    | -                    |                                                                                          |                                                                                          |      |
| 盆栽                  | 無雙譜               | -                    | -                    | 5                    | -                    |                                                                                          |                                                                                          |      |
| 2012年                |                      |                      |                      |                      |                      |                                                                                          |                                                                                          |      |
| 畫意                  | 長痛不如短痛         | -                    | -                    | 5                    | 5                    | 與黃凱芹合唱                                                                             | 與黃凱芹合唱                                                                             |      |
| 2014年                |                      |                      |                      |                      |                      |                                                                                          |                                                                                          |      |
| HIM                   | 咖啡在等一個人       | 16                   | -                    | -                    | -                    | 電影《等一個人咖啡》歌曲                                                                 | 電影《等一個人咖啡》歌曲                                                                 |      |
| HIM                   | 肋骨                 | 1                    | 5                    | 2                    | 6                    |                                                                                          |                                                                                          |      |
| 2015年                |                      |                      |                      |                      |                      |                                                                                          |                                                                                          |      |
| HIM                   | 天盡頭               | -                    | -                    | -                    | -                    |                                                                                          |                                                                                          |      |
| 派台歌曲成績（五台）  |                      |                      |                      |                      |                      |                                                                                          |                                                                                          |      |
| 唱片                  | 歌曲                 | 903                  | RTHK                 | 997                  | TVB                  | ViuTV                                                                                    | 備註                                                                                     | 備註 |
| 2020年                |                      |                      |                      |                      |                      |                                                                                          |                                                                                          |      |
|                       | 眼淚的堅強           | -                    | -                    | -                    | -                    | 8                                                                                        | ViuTV電視劇《熟女強人》主題曲                                                            |      |

| 各台冠軍歌總數 | 各台冠軍歌總數 | 各台冠軍歌總數 | 各台冠軍歌總數 | 各台冠軍歌總數 | 各台冠軍歌總數    | 各台冠軍歌總數    | 各台冠軍歌總數 |
| -------------- | -------------- | -------------- | -------------- | -------------- | ----------------- | ----------------- | -------------- |
| 四台a          | 903            | RTHK           | 997            | TVB            | 備註              | 備註              | 備註           |
| 四台a          | 2              | 5              | 2              | 7              | 四台冠軍歌總數：0 | 四台冠軍歌總數：0 |                |
| 五台b          | 903            | RTHK           | 997            | TVB            | ViuTV             | 備註              |                |
| 五台b          | 0              | 0              | 0              | 0              | 0                 | 五台冠軍歌總數：0 |                |

- （*）上榜中
- （-）未能上榜
- （/）沒有派往該台
- （(1)）兩週冠軍
- ^  注解a：包括2020年後的冠軍歌曲
- ^  注解b：2020年起

## 演出作品

### 電視劇（無綫電視）
| 年 份  | 片 名              | 角 色            | 合 作                                  | 備 註 |
| 1990年 | 烏金血劍           | 唐劍兒           | 劉錫明、羅嘉良、張兆輝、劉家輝、王敏明 |       |
| 1991年 | 武林幸運星         | 曲楚楚           | 溫兆倫、梅小惠、呂有慧、崔嘉寶、黃一飛 |       |
| 1992年 | 大時代             | 阮 梅 台：小猶太 | 鄭少秋、劉青雲、邵仲衡、藍潔瑛、郭藹明 |       |
| 1992年 | 中神通王重陽       | 程若詩(客串)     | 鄭伊健、羅嘉良、關禮傑、黎耀祥、梁佩玲 |       |
| 1994年 | 新包青天之滴血紅梅 | 小郡主           | 金超群、何家勁、古巨基、關詠荷         |       |
| 1995年 | 刀馬旦             | 沈玉茹／沈菊仙   | 陳錦鴻、譚耀文、羅 文、蓋鳴暉、梁藝齡  |       |

### 電影
以香港當地原始片名為主：
| 年 份  | 片 名                        | 角 色         | 合 作                          | 備 註                  |
| 1988年 | 玩命雙雄                     | 孟冬的妹妹    | 吳大維、爾冬陞、馮寶寶         | 台：虎鷹特勤組         |
| 1988年 | 三人世界                     | 毛慧敏 Vivian | 林子祥、鄭裕玲、周文健、關之琳 |                        |
| 1989年 | 相見好                       | Candy         | 鄭丹瑞、鍾鎮濤、鍾楚紅、邱淑貞 |                        |
| 1989年 | 小男人週記                   |               | 鄭丹瑞、鄭裕玲、鍾楚紅、李美鳳 | 客串                   |
| 1989年 | 沖天小子                     |               | 鄭少秋、林俊賢、莫少聰、陳山河 |                        |
| 1989年 | 精裝追女仔之3狼之一族        | 阿 敏         | 黃 霑、劉德華、張 敏、邱淑貞   |                        |
| 1990年 | 風雨同路                     | 周文麗 Mandy  | 周星馳、陳惠敏、成奎安、黃子揚 |                        |
| 1990年 | 三人新世界                   | 毛慧敏 Vivian | 林子祥、鄭裕玲、張曼玉、關秀媚 |                        |
| 1990年 | 應召女郎1988之二現代應召女郎 | 方小玲        | 劉嘉玲、羅美薇、陳寶蓮、馮寶寶 | 台：現代應召女郎       |
| 1991年 | 妖魔道                       | 彩 衣         | 馮淬帆、倪 震、張 敏、司馬燕   |                        |
| 1991年 | 富貴吉祥                     | Philidonna    | 張學友、林子祥、張曼玉、沈殿霞 | 台：龍鳳呈祥           |
| 1991年 | Yes一族                      | Yoko          | 黎明、李克勤、草 蜢            | 台：菜鳥大亨           |
| 1992年 | 痴情快婿                     | 馬青霞        | 黎明、鄭則士、陳勳奇、郭秀雲   | 台：賊探世家           |
| 1992年 | 三人做世界                   | 毛慧敏 Vivian | 林子祥、鄭裕玲、張曼玉、關之琳 |                        |
| 1992年 | 藍江傳之反飛組風雲           | 梁小敏        | 張國榮、向華強、葉德嫻、杜德偉 | 整人探長：藍江傳〈台〉 |
| 1992年 | 女校風雲之邪教入侵           | May           | 劉青雲、黃秋生、吳孟達、吳家麗 |                        |
| 1992年 | 夏日情人                     | 阿 敏         | 莫少聰、張堅庭、李麗珍、葉玉卿 |                        |
| 1992年 | 石頭記                       | 紅 伶         | 林俊賢、午 馬、秦 沛、劉 洵    | 台：紅伶名劍           |
| 1993年 | 風塵三俠                     | Francis       | 梁朝偉、鄭丹瑞、袁詠儀、朱 茵  | 客串                   |
| 1993年 | 走上不歸路                   | 方思維        | 莫少聰、曾 江、黃子揚、徐寶華  |                        |
| 1994年 | 倫文敘老點柳先開             | 程 晴         | 張衛健、郭富城、吳孟達、梁家仁 | 台：流氓狀元           |
| 1994年 | 清官難審                     | 小 查         | 何家勁、金超群、莫文蔚、劉玉翠 |                        |
| 1994年 | 我愛法拉利                   | 周小敏        | 邵仲衡、朱永龍、郭耀明、趙繼純 |                        |
| 1996年 | 金裝香蕉俱樂部               | Jenny         | 黃秋生、黃子華、張達明、關詠荷 |                        |
| 1996年 | 廢話小說                     | 巴士乘客      | 張學友、黎明、關淑怡、蘇永康   | 客串                   |
| 2010年 | 得閒炒飯                     | Anita         | 吳君如、陳偉霆、張兆輝         |                        |
| 2011年 | 鬆毛犬小威(Wasao香港版)      | 節子(聲演)    |                                | 聲演                   |
| 2014年 | 等一個人咖啡                 | 老闆娘        | 宋芸樺、布魯斯、賴雅妍         | 特別演出               |

### 電視電影
| 年 份  | 片 名      | 角 色  | 合 作                  | 備 註 |
| 1991年 | 血染黎明   |        | 關禮傑、劉秀萍         |       |
| 1992年 | 八月鬱金香 | 翁芷華 | 劉青雲、黃澤鋒、李國麟 |       |

### 音樂電影
| 年 份  | 片 名    | 角 色                 | 合 作                                          | 備 註                                      |
| 1993年 | 迷情戀界 |                       | 蔡一傑、蔡一智、蘇志威、劉青雲、鍾鎮濤、林俊賢 | 個人音樂特輯                               |
| 1993年 | 驀然回首 | 阿欣 （李克勤的妹妹） | 袁詠儀、林家棟、李家聲、鄭丹瑞、鄭柏林、鄺美雲 | 李克勤的音樂特輯，客串演出                 |
| 1994年 | 縱是有緣 | Vivian                | 林家棟、何家勁                                 | 與何家勁的音樂特輯（感情的分禮，重頭做起） |
| 2006年 | 愛得太遲 | 花店東主              | 古巨基、周汶錡、林海峰、陳國坤                 |                                            |

### 電視特輯
| 年 份  | 節 目                                                      |
| 2011年 | 《周慧敏·最愛V25》(古巨基、王馨平、蘇永康、阮兆祥擔任嘉賓) |

### 廣播劇
| 年 份     | 節 目                                                                      |
| 1989年2月 | 青葱歲月 飾 方嘉瑤（與黃凱芹合演，香港電台廣播）                           |
| 1992年5月 | 兩個他（與阮兆祥合演，香港電台廣播）                                       |
| 1994年7月 | 蘭茜夫人劇場：讓我愛你一個夏天（與鄭伊健、吳奇隆、蘭茜合演，商業電台廣播） |
| 1994年8月 | 終站（與黎明合演，香港電台廣播）                                           |

### 電視節目
| 年 份                | 節 目                                                   |
| 1995年               | 《香港電台》、《無綫電視》（群星匯正音 1995）第2、4-5集 |
| 2004年 10月7日       | 《中天綜合台》（康熙來了）接近仙女的玉女                |
| 2012年 3月2日        | 《中天綜合台》（康熙來了）永遠不老的周慧敏又來了        |
| 2012年 10月7日       | 《中天綜合台》（康熙來了）接近仙女的玉女 周慧敏         |
| 2014年 9月1日        | 《中天綜合台》（康熙來了）玉女掌門人老闆娘初體驗        |
| 2015年 2月23日       | 《中天綜合台》（康熙來了）90年代我們一起追的偶像        |
| 2015年 8月22日       | 快樂大本營                                              |
| 2017年 8月24日(錄影) | 《無綫電視》流行經典50年                                |
| 2018年 10月21日      | 《江蘇衛視》蒙面唱將猜猜猜                              |

## 主持作品

### 香港電台
| 年 份  | 節 目                                          |
| 1987年 | 青春新幹線（與夏妙然、阮兆輝主持）             |
| 1987年 | 青春交響曲（與黃凱芹、余劍明主持）             |
| 1987年 | 青春太陽族                                     |
| 1987年 | 70200 DJ 大本營                                |
| 1987年 | 開心隊（與余劍明、黃藹君、陳漢詩、黃凱芹主持） |
| 1988年 | 輕談淺唱不夜天                                 |
| 1989年 | 摩登時代                                       |
| 1989年 | 二人世界（與黃凱芹主持）                       |
| 1989年 | 青蔥歲月（與黃凱芹主持）                       |
| 1990年 | 十大中文金曲                                   |
| 1990年 | 兩小無賴                                       |
| 1990年 | 攴攴齋叱咤榜                                   |
| 1990年 | 妹寶妹寶                                       |
| 1990年 | 敏感時間                                       |
| 1990年 | 話點就點                                       |
| 1990年 | 彩雲曲                                         |
| 1990年 | 兩顆心                                         |

### 無綫電視
| 年 份       | 節 目                            |
| 1988-1991年 | 勁歌金曲                         |
| 1988-1989年 | 潮流拍子機                       |
| 1990年      | Levi's創意集中型                 |
| 1992年      | 新秀歌唱大賽                     |
| 1992年      | 兒歌金曲頒獎典禮                 |
| 1993年      | 博愛歡樂傳萬家                   |
| 1994年      | 親親媽咪愛心大喜宴               |
| 1995年      | 霑霑自喜30年                     |
| 1995年      | 寶麗金二十五週年皇者之星歌唱大賽 |
| 1996年      | 1996東南亞標準舞拉丁舞大賽       |

## 廣告作品

### 商業廣告
- 1989年：香港荔園遊樂場
- 1989年：香港伊勢丹百貨公司
- 1990年：香港聲寶CD機
- 1990年：香港TDK磁性頸鍊
- 1993年：台灣 蜜力歐-O飲料
- 1993年-1997年：香港 Canon打印機
- 1993年-1997年：中港台 花王Sifone詩芬（絲逸歡）洗髮護髮系列
- 1994年：台灣愛之味莎莎亞椰奶
- 1995年：台灣味之素
- 1995年：《大成報》偶像錶情意
- 1996年：香港藝詩新婚服務
- 1997年：中國汾煌麥片
- 2004年-2007年：中港台P&GPantene防斷髮洗頭水
- 2004年-2009年：亞洲資生堂Revital系列
- 2007年：香港 Phillip Wain菲力偉健美中心
- 2008年-2013年：香港 Elyze身體年輕再造中心
- 2010年：香港 AIGLE
- 2010年-2015年：中國護膚品牌碧斯
- 2011年：香港Neway歌．頌愛
- 2012年：台灣的護膚品牌 SuperLife
- 2013年-2019年：亞洲護膚品牌 Suisse Programme
- 2016年-2018年：香港Quaker桂格成人奶粉
- 2019年：香港宏利 Manulife
- 2023年：香港極．NMN18000
- 2024年：香港保誠
- 2024年：台灣 Revital 莉薇特莉

### 公益廣告及活動
- 1987年至1992年間: （曾參與慈善公益活動,資料未能提供）
- 1993年: 饑饉三十、台灣「減災扶貧」活動、廣州公安籌款活動、「太陽計劃」義演、愛心滿東華東華之星、台灣被遺棄孩子籌款活動「給孩子一個富有的夢」、循道衛理會活動 「暖流行動」、「慈善星輝仁濟夜」義演、為母校「聖士提反堂中學」之銀禧紀念籌款音樂會作表演嘉賓，所得善款捐助校內添置空氣調節裝置之費用
- 1994年: 反翻版大行動、「博愛歡樂傳萬家」義演、香江暖流推廣老人活動義演、太陽計劃94義演、叱吒萬人幫公益活動、台灣演唱會部份收益捐贈慈善機構、「歡樂滿東華」義演、伸手助人協會關注老人活動「暖流行動音樂會」義演
- 1995年：「慈善星輝仁濟夜」義演、台灣「點亮心燈慈善騷」、「雙雙對守望相助音樂會」義演、貧富夜宴之星身份出席樂施會公益活動、饑饉三十義演、反翻版CD籌募經費義賣日、萬眾同心公益金義演、新加坡委任為禮貌大使、消費權益行動組誓師大會之「粉碎奸商詭詐捍衛消費權益」行動、星光熠熠耀保良義演、太陽計劃義演、「對抗愛滋大行動」音樂會義演、「歡樂滿東華」義演
- 1996年：慈善星輝仁濟夜義演、全港耆英饑饉八小時之「香江暖流獻中華」義演、太陽計劃義演、叱吒萬人幫老人活動義演、廣東燃點希望教育計劃和香港演藝學院發展教育籌募經費之「香江歲月音樂會」、「歡樂滿東華」義演
- 1999年：回港為保護遺棄動物協會SAA任形像大使並拍攝宣傳海報
- 2000年：回港出席保護遺棄動物協會籌募款經費活動
- 2002年: 捐出衣物作東華慈善義賣、回港為SAA作探訪宣傳活動(同年10月18日羅文因病逝世)、被香港電台邀為公益計劃「生命天使」設計明信片
- 2003年：被邀為保護非煙民協會之首任大使並撰寫公開信給特首董建華要求正視二手煙對非煙民之毒害
- 2004年：「我的貓兒子周慧豹」一書全數版稅撥捐SAA作營運基金之用、為保護遺棄動物協會作探訪宣傳活動、協助推廣女子桌球運動
- 2005年：被香港吸煙與健康委員會邀為無煙工作間領先企業大使並參與宣傳吸煙危害健康之有關訊息、出席保良局安老服務計劃誓師儀式和探訪獨居老人、奧海城聖誕亮燈活動嘉賓呼籲為保良局兒童捐贈禮物
- 2006年：出席資生堂慈善化妝品馬拉松為保良局安老服務長者大學生活體驗計劃籌款經費、三場周慧敏Back For Love 2006演唱會之全數歌酬撥捐非牟利獸醫服務基金作興建診所之經費、保良局長者大學生活體驗計劃畢業禮嘉賓、香港癌症基金會邀為粉紅大使、又一城聖誕亮燈活動嘉賓並拍賣簽名水晶蝴蝶證書，所得的善款捐贈願望成真基金幫助患上惡疾之兒童完成心願
- 2007年：香港癌症基金會粉紅大使並拍攝電視宣傳防乳癌廣告片和海報、宣明會義工到老撾探訪貧童並推動助養兒童計劃、資生堂慈善化妝馬拉松活動助保良局安老服務籌募經費、進心會童心大使推動社會對喪親兒童哀傷輔導服務的關注、宣明會義工到非洲剛果探訪貧童以推動助養兒童計劃、以捐款者與主禮嘉賓身份出席非牟利獸醫診所一周年慶祝典禮、出席宣明會助養倍添聖誕樂籌款活動並推動助養兒童計劃、香港環保署邀為電腦回收計劃大使和電腦回收計劃揭幕禮主禮嘉賓
- 2008年：保護遺棄動物協會邀為「送別愛寵流會」演講嘉賓、上海慈善活動「愛我中華2008新娛樂慈善羣星會」獲頒大獎「2008最具影响力慈善之星」、獲政制及內地事務局邀為香港選民登記運動宣傳大使並拍攝電視宣傳廣告和海報、控煙辦工室之邀為推廣控煙短片當主持工作、樂施會邀為中國發展基金大使並前往雲南山區探訪扶貧、樂施大使身份參與樂施米義賣大行動為四川地震災民籌款、「演藝界512關愛行動」並義唱為四川地震災民籌款、樂施大使身份出席樂施商品開幕禮並捐出私人物品義賣推動該會扶貧救災工作、新加坡資生堂與當地cancer fund合辦的防乳癌活動「粉紅革命計劃」特別嘉賓，並以自己的水彩畫作「盪漾」印成購物袋作籌款義賣、中國愛滋病防治行動邀為關愛大使，並到阜陽與昆明探訪愛滋病患者和宣傳防治愛滋病訊息、資生堂與聯合國兒童基金會合辦的中國女童教育基金籌款活動、苗圃行動愛心大使並出席「愛心湯罐設計比賽」評判與頒獎禮嘉賓
- 2009年：被宣明會和商業電台邀為09饑饉助養使者前往尼泊爾探訪、中國愛滋病防治行動關愛大使身份出席該會之支票遞交儀式、饑饉助養使者身份參與饑饉三十閉幕音樂會、私人捐款資助第二所非牟利獸醫診所成立、香港主流夢工場HK CEO FOUNDATION 邀請到中國洛陽了解機構與當地孤兒院合作推行的「再生父母行動」計劃有關的工作、香港主流夢工場邀為「全港兒童及青少年T- Shirt創作比賽」評判並出席頒獎典禮、關懷愛滋Aids Concern為We Unite攝影展拍攝照片作籌款義賣用途、《88水災關愛行動》義唱、香港癌症基金會粉紅大使、願望成真基金大使參與「迎接香港2009東亞運動會暨首屆單車慈善車路挑戰賽」支票遞交及頒獎儀式、以中國愛滋病防治行動香港委員會關愛大使身份被香港愛滋病基金會邀為聯合國愛滋病規劃署訂定於十二月一日「世界愛滋病日」所推出的書刊「我與愛同行」訪問愛滋病患者及撰寫文章並出席書刊發布會、被香港Cosmopolitan Fun Fearless Awards 2009選為 Charity 界- The Celeb who made us care的得獎代表入物、NPV非牟利獸醫服務協會贊助人身份出席「秋田犬八千‧愛 聖誕大派對 」支票遞交儀式，並宣布該會成立流浪動物醫療基金
- 2010年：以NPV非牟利獸醫服務協會贊助人身份出席NPV的「秋田犬八千」慈善首影並上台致辭推動TNR流浪動物絕育計劃、香港愛滋病基金會與中國愛滋病防治行動香港委員會關愛大使身份到中國甘肅探訪並主持清水縣金集鎮衛生院的落成典禮、宣明會義工到越南奠邊探訪、香港愛滋病基金會與中國愛滋病防治行動香港委員會舉辦之慈善籌款晚會義唱、以宣明會助養者身份參與飢饉三十「細聽孩子心聲分享會」演講、北京「2009真維斯娛樂大典」活動獲頒「年度慈善人物」大獎、賑災活動「情繫玉樹關愛大匯演」義唱、
- 2011年：中國愛心大使身份出席中國國際會館開業慶典暨關懷雲南、日本災區慈善拍賣晚宴。周並於晚宴內拍賣個人珍藏，為災區籌得20萬善款、中國國際文化傳播中心 - 中國愛心大使、以宣明會助養者身份出席饑饉三十助養兒童分享會、以音樂大使身份在十字路口基金會舉辦的慈善籌款晚宴義唱、被邀為日本電影「Wasao」的香港版「鬆毛犬小威」配音聲演「節子」一角並把酬勞全數撥捐NPV、為HK Blood Foundation錄影宣傳片、以Elyze代言人和宣明會助養者身份到Deo Derm集團的慈善療程日為東非糧荒救援行動作呼籲、香港電台電視部邀請出席推廣聯合國殘疾人權公約的「能者舞台非凡夜」、宣明會義工到外蒙古探訪、關愛大使身份為香港愛滋病基金會於上環文娛中心劇院舉行的音樂劇致詞、為香港愛滋病基金會的「關愛同行20載慈善暨感恩晚宴」以關愛大使身份義演
- 2012年：香港癌症基金會錄影宣傳影片和照片、灌錄中國愛德基金主題合唱歌曲「堅強的笑容」、錄影中國愛德基金「同燃童心夏令營」鼓勵影片、出席宣明會「2012舊書回收義賣大行動」助中國陜西建新學校、關愛大使身份出席中國愛滋病防治行動和香港愛滋病基金會所舉行的「愛在陽光下. 深圳香港夏令營2012」、委任為第二屆「廣州志願名人堂」「志願服務廣交會愛心大使」「廣州志願者藝術團榮譽顧問」
- 2013年:出席「海峰環保教育基金ACE Foundation」活動宣揚海洋環保、善資行動邀為中國愛德基金灌錄主題曲「無限可能」、無國界醫生邀為救援大使出席「無國界醫生2013嘉許禮」、環保社企Green Monday邀為國際大使並拍攝平面廣告和出席香港機場Go Green發佈活動、宣明會義工到Sri Lanka探訪、黎瑞恩邀為「黎瑞恩All For Love慈善演唱會」嘉賓
- 2014年：為Early Psychosis Foundation思覺失調基金拍攝「2015 XOXO 愛·自己」月曆
- 2015年：隨香港世界宣明會到約旦和黎巴黎探訪敘利亞難民並回港發表文章為難民發聲、愛基金的籌款晚宴的表演嘉賓以支持機構幫助中國留守兒童、中國東莞《快樂玉米關愛兒童全國巡迴演唱會》表演嘉賓
- 2016年：《莎莎Suisse Programme美麗呈獻保良局周年慈善餐舞會》表演嘉賓、香港世界宣明會《為敘利亞孩子起跑》活動主禮嘉賓、香港世界宣明會《伴敘利亞步出生天》活動主禮嘉賓、出席香港愛滋病基金會”Sing To Celebrate 25th Anniversary Charity Dinner”
- 2017年：隨香港世界宣明會到印度加爾各答探訪、香港世界宣明會《We Are Sponsors Campaign》嘉賓推動助養兒童計劃、《莎莎邁向40美麗承存慈善演唱會》表演嘉賓

## 出版品

### 繪畫
- 2001年：以水彩畫作品「新疆老翁」在香港文化博物館舉行的「視藝新紀元：水溶劑繪畫展」中獲得「視藝新紀元獎」
- 2002年：以水彩畫作品「望過去看將來」成為香港五強之一入選中國首屆「中國水彩人物畫展」
- 2002年：被邀請以水彩畫作品「尋夢」、「蕩漾」和「後巷」參展「油尖旺風情 -香港水彩畫展」
- 2003年：被邀請以水彩畫「舊居」(繪畫大澳棚屋)於大會堂畫展內展出

### 寫真集
- 1992年：《周慧敏DREAMS》
- 1993年：袖珍寫真集(隨台灣《浪漫》專輯附送)
- 1993年：《美不勝收》
- 1993年：《Secrets》
- 1993年：袖珍寫真集 II(隨台灣《最愛》專輯附送)
- 1993年：《周慧敏美麗心事映像》
- 1994年：《周慧敏94寫真集》
- 1994年：《周慧敏寫真集 - 成長》
- 1995年：《周慧敏 - 純美的化身》

### 散文
| 年份   | 書名                 | 出版社 | ISBN            |
| 2004年 | 《我的貓兒子周慧豹》 | 皇冠   | ISBN 9624517940 |

## 獎項與榮譽
|      | 第一季   | 第二季       | 第三季     | 第四季         |
| ---- | -------- | ------------ | ---------- | -------------- |
| 1991 |          |              | 天荒愛未老 |                |
| 1993 | 自作多情 |              |            |                |
| 1994 |          | 感情的分禮   |            | 紅葉落索的時候 |
| 1995 |          |              |            | 紅顏知己       |
| 1996 |          | C'est La Vie |            |                |

- 1986年：香港電台業餘DJ大賽－亞軍
- 1988年：香港電影金像獎－最佳新人（提名）
- 1988年：香港電台第十一屆十大中文金曲頒獎禮音樂會－最有前途新人獎（優異獎）
- 1991年：香港無綫電視勁歌金曲第四季季選－得獎歌曲《天荒愛未老》
- 1992年：香港新城電台 - 誘惑櫻唇大獎
- 1992年：香港商業電台 - 十大健康藝人獎
- 1992年：香港新城電台 - 十大勁爆藝人
- 1992年：香港「最佳太太獎」
- 1993年：香港新城電台勁爆家族音樂大賞－勁爆女歌手（銅獎）
- 1993年：香港無綫電視十大勁歌金曲頒獎典禮－最受歡迎男女合唱歌曲獎（銅獎）《流言》（周慧敏／林隆璇）
- 1993年：香港無綫電視勁歌金曲第一季季選－得獎歌曲《自作多情》
- 1993年：台灣民生報 - 1992年十大港劇巨星票選(第一名)
- 1993年：台灣中時晚報 - 1992年十大歌手及十大專輯票選(女歌手第一名)
- 1993年：香港「1992年度臺電視大獎」 - 最受歡迎藝人第三名(女藝人第一名)
- 1993年：香港最理想太太(第三名)
- 1993年：台灣最受歡迎的軍中情人
- 1993年：日本NHK - 最受歡迎外國女歌手
- 1993年：被台灣傳媒選為香港最受歡迎女藝人第一位
- 1994年：香港無綫電視十大勁歌金曲頒獎典禮－九四新一代傑出表現大獎（女歌星）銀獎
- 1994年：香港無綫電視勁歌金曲第二季季選－得獎歌曲《感情的分禮》
- 1994年：香港無綫電視勁歌金曲第四季季選－得獎歌曲《紅葉落索的時候》
- 1994年：獲得香港金彩虹演藝紅人獎
- 1994年：獲選為香港最理想母親選擇第一位
- 1994年：全香港相片銷量成女藝人首位
- 1994年：獲選為香港電台十大愛心之星第七位
- 1994年：香港商業電台十大健康偶像
- 1994年：被日本傳媒選為最受歡迎香港女歌手
- 1995年：香港無綫電視勁歌金曲第四季季選－得獎歌曲《紅顏知己》
- 1995年：香港星期天周刊調查報告全港相片銷量成女藝人首位
- 1995年：被香港中學生選為夢中情人首位
- 1995年：票選選為香港新一代接班人
- 1995年：獲選為全香港十五份周刊封面人物榜首位
- 1995年：與王菲、林憶蓮被日本樂評人選為亞洲流行女歌手
- 1995年：被台灣傳媒選為十大軍中情人
- 1995年：被中國媒體選為最受歡迎十大演員
- 1995年：被台灣大成報與中視選為十大情人女藝人首位
- 1995年：被日本傳媒封為關西歌后
- 1996年：香港無綫電視勁歌金曲第二季季選－得獎歌曲《C'est La Vie》
- 1996年：香港蘋果日報報導被18歲以下年青人選為最喜愛女明星第一位，亦被18歲以上人士選為最喜愛女明星第二位
- 1996年：被日本以國際情報為焦點的雜誌「SAPIO」封為香港NO.1人氣女歌手
- 1996年：成為首位中華女歌手登上日本暢銷漫畫雜誌「SUPER JUMP」封面
- 1996年：獲選為十大網絡之星，華人明星中排名第一
- 2001年：被台灣傳媒選為最渴望復出女藝人
- 2001年：以水彩畫作品「新疆老翁」在香港文化博物館舉行的「視藝新紀元：水溶劑繪畫展」中獲得「視藝新紀元獎
- 2002年：以水彩畫作品「望過去看將來」成為香港五強之一入選中國首屆「中國水彩人物畫展」
- 2004年：推出首本著作「我的貓兒子周慧豹」，瞬即銷量衝破二萬本，並連續數月成為十大暢銷書
- 2004年：業餘參與香港美式桌球活動，協助推廣女子桌球運動並掀女子桌球熱
- 2005年：獲古巨基之邀合唱歌曲「愛得太遲」，此曲瞬即在各大卡拉OK合唱歌熱唱榜內連續數月佔據榜首
- 2006年：被香港時尚雜誌「Cosmopolitan」讀者選為My Favorite Spokesperson第一位
- 2006年：被香港時尚雜誌「Fashion & Beauty」讀者選為至愛品牌代言人第一位
- 2006年：香港新城電台勁爆年度卡拉OK歌曲(愛得太遲-合唱版)
- 2007年：被中國時尚雜誌Good Housekeeping好管家選為最具女人味的華人女性之一
- 2007年：再度在香港Cosmopolitan雜誌舉行之「Best of The Best Beauty Awards」裡獲選為最佳代言人
- 2008年：被香港More 雜誌「最愛美容大獎」讀者投票選為「最愛美容品牌代言人」首位
- 2008年：被上海「愛中華2008新娛樂慈善星會」頒發大獎「2008最具影響力慈善之星」
- 2009年：中國資生堂授予在美容化妝，社會文化，環境領域內為社會做出傑出貢獻的人“資生堂城市之星”的稱號外，更獲選為美容化妝領域「世博城市之星」之一。
- 2009年：得到香港新假期雜誌由消費者投票的Ready Go 美容服務大獎2009之最受歡迎代言人至專獎
- 2009年：被中國時尚芭莎12月號選為最具芭莎風格的美麗女人40歲的代表女性
- 2009年：被香港Cosmopolitan Fun Fearless Awards 2009選為 Charity界- The Celeb Who Made Us Care代表人物
- 2010年：被中國君子雜誌 7月號讀者選為「美麗傳說—近二十年男士認為香港最美的香港女星」第一位
- 2010年：在北京「2009真維斯娛樂大典」活動獲頒「年度慈善人物」大獎
- 2010年：被中國時尚雜誌Bazaar 9月號選為Best Face最緊緻臉龐人物
- 2010年：被香港女同性戀者選為夢中情人第一位
- 2010年：被香港網友選為「城中最理想太太」第四位（三甲分別是劉心悠、鍾嘉欣、陳慧琳）
- 2010年：在中國Cosmopolitan雜誌舉辦的Beauty Awards 2010年度美容盛典頒獎禮上並獲得「亞洲魅力容顏大獎」
- 2011年：獲選為香港「第二十三屆十大傑出衣著人士時裝視野頒獎禮」的得獎者
- 2012年：被香港Mr雜誌選為The Ten Most Attractive Woman
- 2012年：被韓國網民選為「絕對童顏美女中國第一位」